# Cheerful Little Earful
Cheerful Little Earful ist ein Popsong, den Harry Warren (Musik), Ira Gershwin und Billy Rose (Text) verfassten und 1930 veröffentlichten. Die schwungvolle Nummer gilt als typischer Titel des Jazz Age.

## Hintergrund
Warren schrieb den Song Cheerful Little Earful (Liedform ABAB') mit Ira Gershwin für das Musical Sweet and Low, Fanny Brice, die Frau des Produzenten Billy Rose, spielte die Hauptrolle in der Revue, in der sie den Song mit George Jessel vorstellte. Hannah Williams sang das Lied mit Jerry Norris in der Broadway-Produktion von Sweet and Low, die am 17. November 1930 im 46th Street Theatre Premiere hatte. Teile des Songtextes beziehen sich auf die Weltwirtschaftskrise:
Stocks can go down, bus'ness slow down,

But the milk and honey flow down

With a cheerful little earful.

## Erste Aufnahmen und spätere Coverversionen
Zu den Musikern, die den Song ab 1928 coverten, gehörten Ben Selvins Knickerbockers mit Ruth Etting (Columbia 2356), Tom Gerun (brunswick, mit Frank Sylvano, Gesang), die Studioband All Star Californians (Majestic) Sam Lanin, Chester Gaylord, Seger Ellis (Columbia), Chick Bullock (Perfect) und das Fred Rich Orchestra (alias Chester Leighton’s Sophomores; Clarion 5125) in London Sid Phillips.
Der Diskograf Tom Lord listet im Bereich des Jazz insgesamt 42 (Stand 2015) Coverversionen, u. a. von Red Nichols, Jerry Fielding, Terry Gibbs, Jackie Cain, Gene Harris, Barney Kessel, Johnny Guarnieri, Ella Fitzgerald (Sings The George And Ira Gershwin Song Books, 1959), Dick Hyman, Benny Goodman, George Barnes und Maxine Sullivan. Verwendung fand Cheerful Little Earful auch in mehreren Musikfilmen, so in den Vitaphone-Produktionen Night Club Revels (1931) und Sky High (1931, u. a. mit Larry Adler). der Radiomoderator Little Jack Little hatte den Spitznamen radio’s cheerful little earful.